# Mound City (Kansas)
Mound City è un comune degli Stati Uniti d'America, situato nello Stato del Kansas, nella contea di Linn, della quale è il capoluogo.